# Sphaeriestes castaneus
Sphaeriestes castaneus es una especie de coleóptero de la familia Salpingidae.

## Distribución geográfica
Habita en Europa.